# Ruben Strid
Ruben Strid er en dansk børnebogsforfatter, der debuterede i 2006 med fantasyromanen Rakkerungen. Ruben Strid, der er bror til Jakob Martin Strid, arbejder også som oversætter, primært af børnebøger.

## Værker
- Rakkerungen, 2006
- Torden over Tunguska, 2008
- Maleriet med den gyldne ramme, forventes 1. maj 2011

## Oversættelser
- Shimon Tzabar: Det hvide flags princip : at tabe en krig er at vinde : hvorfor?, 2004
- David Melling: Skovtrolde, 2008, orig. 2007
- David Melling: Stentrolde, 2008, orig. 2007
- Andy Stanton: Du er en slem mand hr. Gump! (Historier fra Krøllet Svagbærd, 1. bog), 2009, orig. 2006
- Andy Stanton: Hr. Gump og milliardærsmåkagen (Historier fra Krøllet Svagbærd, 2. bog), 2009, orig. 2007
- Andy Stanton: Hr. Gump og troldene (Historier fra Krøllet Svagbærd, 3. bog), 2009, orig. 2007
- Andy Stanton: Hr. Gump og kraftkrystallerne (Historier fra Krøllet Svagbærd, 4. bog), 2010, orig. 2008
- Andy Stanton: Hr. Gump og den dansende bjørn (Historier fra Krøllet Svagbærd, 5. bog), 2010, orig. 2008